# Formatie van Lede
De Formatie van Lede of Lede Formatie (sic; afkorting: Ld; genoemd naar Lede in Oost-Vlaanderen) is een geologische formatie in de ondergrond van België.

## Ontstaan
Deze laag is zo'n 46 miljoen jaar geleden afgezet (Eoceen, Lutetiaan), de zee overspoelde geleidelijk een vlakke kustvlakte zodat het noorden en midden van België onder water kwamen te liggen. De laag zand en kalk is zo'n 10 tot 15 meter dik en afgezet in een ondiepe, warme, goed verluchte Noordzee te vergelijken met de omstandigheden voor de kust van Guyana vandaag. De kalk is afkomstig van foraminiferen, koraal, slakken, weekdieren, haaien en mosdiertjes. Op sommige plaatsen en momenten was er voldoende kalk aanwezig waardoor drie hardere banken van zo'n 30 tot 50 cm kalkhoudende zandsteen ontstonden.

## Voorkomen

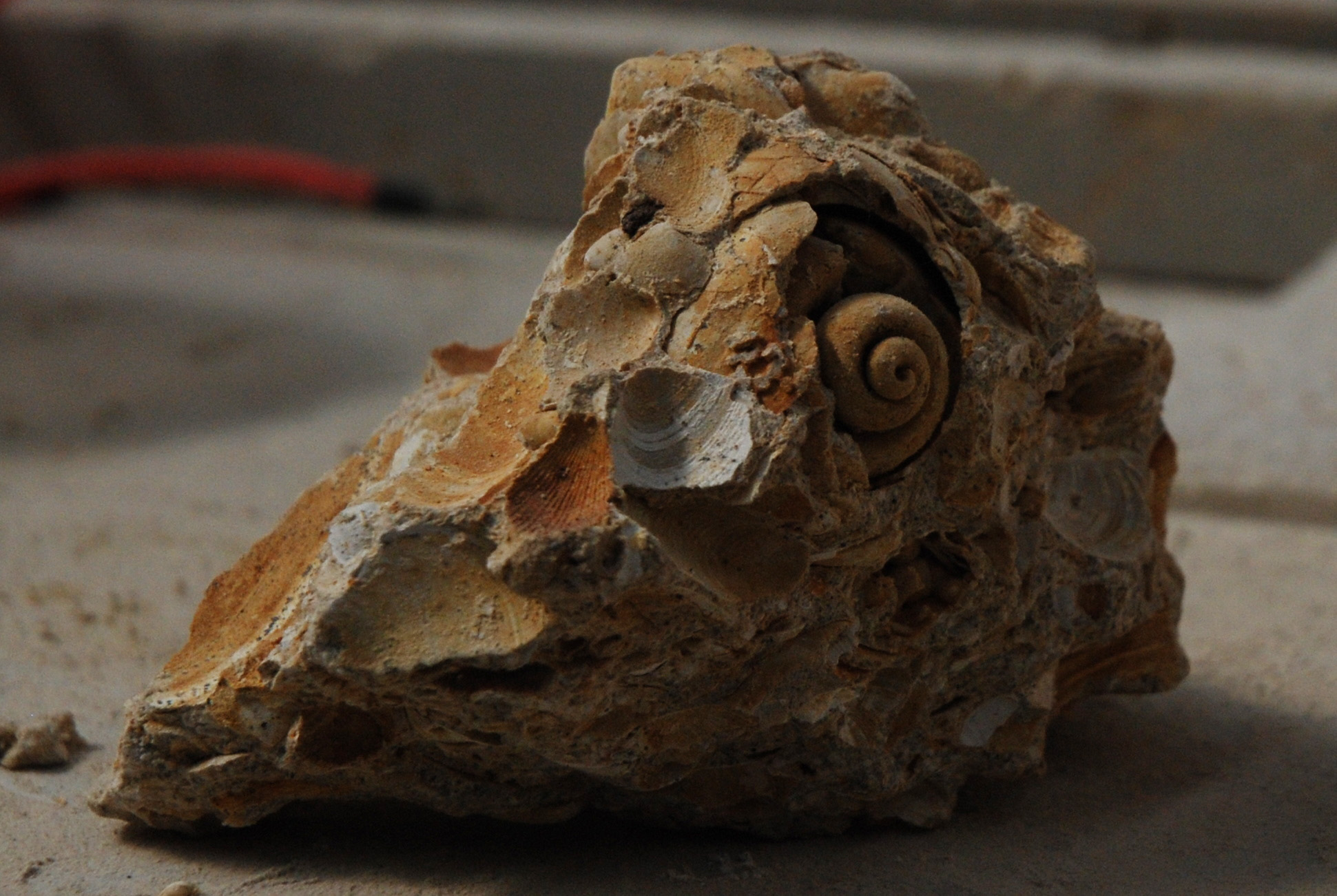
Balegemse steen

De formatie dagzoomt in Oost-Vlaanderen, West-Vlaanderen, Vlaams-Brabant en in delen van Henegouwen en Waals-Brabant. De meeste van deze ontsluitingen bevinden zich op de flank van getuigenheuvels. In het dagzoomgebied liggen enkele steengroeves, waarvan met name de groeve in Balegem bekendheid geniet omwille van de ontginning van Balegemse steen. Deze kalkzandsteen, die reeds onder de Romeinen gekend was, werd verwerkt in tal van historische bouwwerken in de regio.
In het noorden van de provincies West- en Oost-Vlaanderen en in de provincie Antwerpen komt de Formatie van Lede in de diepere ondergrond voor. In Limburg lijkt de formatie niet meer aanwezig te zijn als gevolg van latere erosie door de Formatie van Sint-Huibrechts-Hern.

## Kenmerken
De typische vorm is wit tot geel, fijn zand. De formatie bestaat uit meerdere lagen kalkzand afgewisseld met kalkzandsteen, met een totale dikte van 10 tot 15 meter. De lagen zijn lateraal erg goed vervolgbaar. Aan de basis komen vaak grove kwartskorrels voor, onder lokale geologen bekend als grains de riz (rijstkorrels). De formatie wordt verder gekenmerkt door het veelvuldig voorkomen van de fossiele nummuliet Nummulites variolarius, Ditrupa en vele nautilussen. In Balegem is er ook een basisgrindlaag die rijk is aan herwerkte fossiele haaientanden.

## Stratigrafie
De naam Sables de Lede komt voor het eerst voor in een publicatie van M.F. Mourlon (1873). De naam Lédien werd later eveneens ingevoerd door Mourlon (1887). In het Nederlands kreeg het de (oude) benaming: Lediaan, of "Zand van Lede" en als symbool op oude kaarten "Le". In de hedendaagse Nederlandse stratigrafie wordt de Formatie van Lede ondergedeeld in het Laagpakket van Brussel in de Formatie van Dongen.
De Formatie van Lede wordt niet onderverdeeld in leden en behoort tot de Zenne Groep. Boven op de formatie liggen meestal jongere afzettingen uit de Formatie van Maldegem (mariene zanden en kleien uit het Bartoniaan). Onder de formatie liggen meestal de formaties van Gentbrugge, Aalter of Brussel, die eveneens behoren tot de Zenne Groep.